# Coctilelater
Coctilelater is een geslacht van kevers uit de familie  
kniptorren (Elateridae).
Het geslacht is voor het eerst wetenschappelijk beschreven in 1975 door Costa.

## Soorten
Het geslacht omvat de volgende soorten:
- Coctilelater corymbitoides (Candèze, 1900)
- Coctilelater sanguinicollis (Candèze, 1878)